# Croissy-sur-Seine
Croissy-sur-Seine ist eine französische Gemeinde im Département Yvelines in der Region Île-de-France mit einer Fläche von 344 Hektar und 10.580 Einwohnern (Stand: 1. Januar 2022). Sie gehört zum Arrondissement Saint-Germain-en-Laye und ist Teil des Kantons Chatou. Die Einwohner werden Croissillons genannt.

## Geographie
Die Gemeinde liegt im Nordosten des Départements an der Seine, etwa elf Kilometer westlich von Paris. Umgeben wird Croissy-sur-Seine von den Nachbargemeinden Le Vésinet im Norden, Chatou im Nordosten, Rueil-Malmaison im Osten (Département Hauts-de-Seine), Bougival im Süden, Louveciennes im Südwesten, Le Port-Marly im Westen und Le Pecq im Nordwesten.

## Geschichte
Im 9. Jahrhundert um 845 zogen Wikinger die Seine herab und plünderten und zerstörten die Ortschaften an den Flussufern. Ab dem 11. Jahrhundert ist die Herrschaft von Croissy dokumentiert. Unter Philipp III. gelangten die Reliquien des heiligen Leonhard im letzten Drittel des 13. Jahrhunderts in die Kapelle von Croissy.
Im 19. Jahrhundert wurde auf der Île de la Chaussée die Grenouillère errichtet. Sie wurde vor allem von Impressionisten (wie Renoir, Monet, van Gogh u. a.) genutzt und gemalt.

## Sehenswürdigkeiten

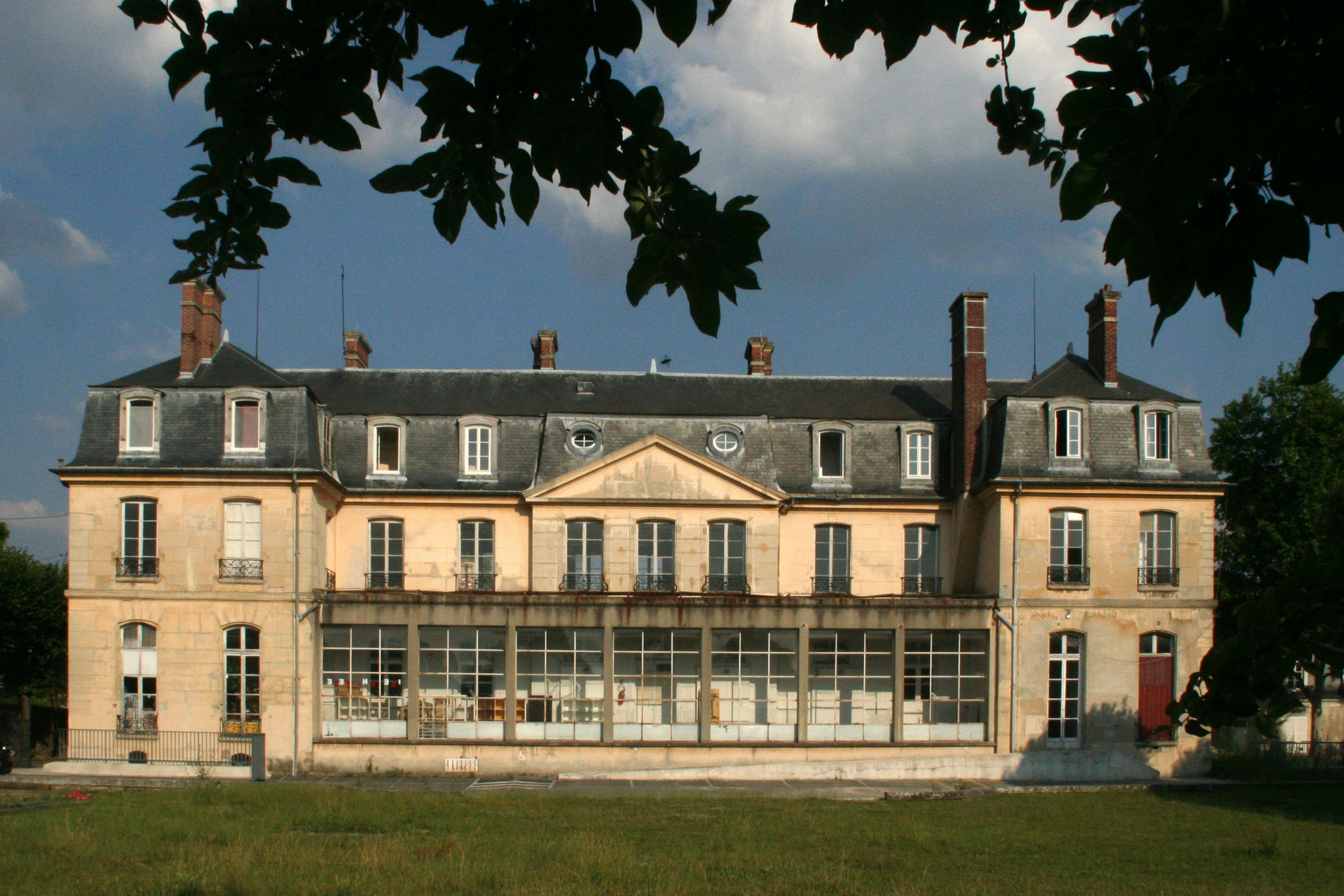
Blick auf das Château de Croissy

Siehe auch: Liste der Monuments historiques in Croissy-sur-Seine
- Château de Croissy aus dem 18. Jahrhundert, seit 1975 Monument historique
- Chapelle St-Léonard

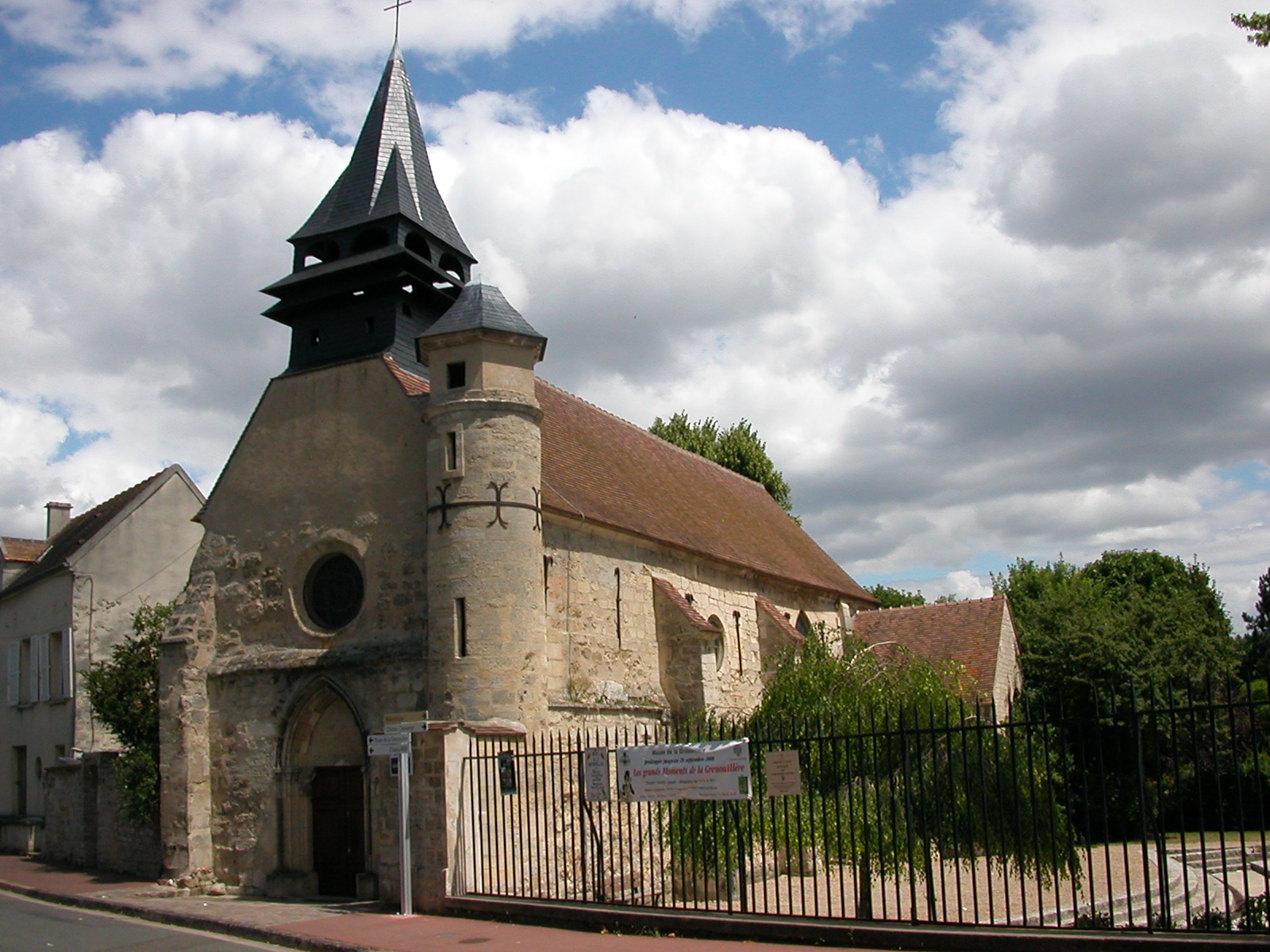
Kapelle Saint-Léonard-et-Saint-Martin

- Stadthaus von Josephine Beauharnais, errichtet im 16. Jahrhundert
- Maison de Charité aus dem Jahre 1852
- Kirche Saint-Léonard
- Villa Desmarest

## Persönlichkeiten
- Mathurin-Jacques Brisson (1723–1806), Zoologe
- Émile Augier (1820–1889), Dramatiker
- Maxime Piaggio (1878–1909), Ruderer
- Adolphe Kégresse (1879–1943), Ingenieur

Berühmter Einwohner von Croissy-sur-Seine ist seit den frühen 1980ern der Elektronikmusiker Jean-Michel Jarre, der dort eine Villa sowie ein Tonstudio besaß (auf den Alben als Croissy Studio erwähnt) und aktuell immer noch auf einer Insel der Seine in der Nachbargemeinde Bougival südlich an Croissy grenzend wohnt.

## Gemeindepartnerschaften
Mit der US-amerikanischen Gemeinde Geneva im Bundesstaat Illinois verbindet Croissy-sur-Seine eine Gemeindepartnerschaft.